# 莊河直隸廳
莊河直隸廳，清朝末期设置的直隸廳，属于奉天省。
光绪三十二年（1906年），分凤凰厅和岫岩州之地设莊河直隸廳，治所在大莊河（今辽宁省莊河市）。中华民国二年（1913年），全国废府州厅改县，故废，改置庄河县。